# Incêndio em São Francisco do Sul

Momento após a explosão

O incêndio em São Francisco do Sul ocorreu na noite do dia 24 de setembro de 2013 no município de São Francisco do Sul, localizado no Litoral Norte do estado de Santa Catarina, devido a uma explosão.
Ocorreu em um armazém da empresa Global Logística em um terminal marítimo.
Desde a madrugada do dia 25 de setembro, quando os bombeiros foram acionados, foram usados mais de 200 mil litros de água. No depósito estavam armazenados 10 mil litros de fertilizante à base de nitrato de amônia, produto químico oxidante, que produz fumaça sem chamas.
Muitas pessoas perderam e deixaram suas casas por causa da fumaça tóxica.
O incêndio possivelmente iniciou em uma carga de fertilizante em um armazém da empresa Global Logística. O acontecimento é considerado grave já que o produto contém, de acordo com o Centro de Informações Toxicológicas do Hospital Universitário da Universidade Federal de Santa Catarina, nitrato de amônio, difosfato de amônio e cloreto de potássio, considerados tóxicos. As pessoas foram levadas ao prontos-atendimentos do município.
Graças a tragédia, muitos habitantes de São Francisco do Sul decidem deixar a cidade e mudarem-se para cidades próximas, como Joinville e Araquari. A fumaça proveniente do incêndio que tomou um armazém de fertilizantes perto da BR-280, deixou a população apreensiva. Durante a manhã do dia 25 de setembro, os bombeiros informaram que a fumaça era tóxica, entretanto, o governo de Santa Catarina emitiu uma nota notificando que a carga de fertilizante à base de nitrato de amônio, na região do Porto de São Francisco do Sul, não é tóxica.
Na manhã do dia 26 de setembro, um helicóptero sobrevoou a área. A nuvem amarelada de dez quilômetros de extensão ainda envolve a cidade, que está em situação de emergência. A grande quantidade de material tóxico dificultou o acesso ao foco da combustão. Durante toda a noite, equipes da Defesa Civil, Bombeiros, Exército e Marinha se revezaram para manter o atendimento aos residentes. Esse trabalho foi feito durante todo este dia. Aulas foram suspensas, o hospital ficou lotado e o trecho da BR-280, que dá acesso ao porto, está interditado. Moradores de seis bairros da cidade foram obrigados a abandonar as residências. Quatrocentas pessoas passaram a noite em uma escola. Os colchões foram doados por moradores. Dez mil toneladas de fertilizante à base de nitrato de amônio causaram queima. A substância é considerada moderadamente perigosa pela Defesa Civil. Pode causar irritação nos olhos e na garganta e dificuldade para respirar. Uma nuvem gigante de fumaça se formou sobre o município de São Francisco do Sul e assustou moradores que fizeram filas para sair da cidade. A prefeitura decretou situação de emergência. A Defesa Civil orientou trezentas famílias a deixarem as casas. Elas abrigaram-se em um raio de dois quilômetros da fumaça. Quem não tinha para onde ir, foi levado para uma escola, que se transformou em abrigo.
Foi controlado na manhã do dia 27 de setembro a fumaça química. A Defesa Civil fez um sobrevoo na região do acidente e avaliou as imagens aéreas. Segundo Diogo Bahia Losso, capitão do Corpo de Bombeiros Militar de Santa Catarina, não há mais fumaça no local.

## Fumaça vista do satélite
A fumaça do fogo chegou à Ilha do Mel, situada no estado do Paraná.